# Tutoiement et vouvoiement en français
 (juin 2022).
La mise en forme du texte ne suit pas les recommandations de Wikipédia : il faut le « wikifier ».
Les points d'amélioration suivants sont les cas les plus fréquents :
- Les titres sont pré-formatés par le logiciel. Ils ne sont ni en capitales, ni en gras.
- Le texte ne doit pas être écrit en capitales (les noms de famille non plus), ni en gras, ni en italique, ni en « petit »…
- Le gras n'est utilisé que pour surligner le titre de l'article dans l'introduction, une seule fois.
- L'italique est rarement utilisé : mots en langue étrangère, titres d'œuvres, noms de bateaux, etc.
- Les citations ne sont pas en italique mais en corps de texte normal. Elles sont entourées par des guillemets français : « et ».
- Les listes à puces sont à éviter, des paragraphes rédigés étant largement préférés. Les tableaux sont à réserver à la présentation de données structurées (résultats, etc.).
- Les appels de note de bas de page (petits chiffres en exposant, introduits par l'outil «  Source ») sont à placer entre la fin de phrase et le point final[comme ça].
- Les liens internes (vers d'autres articles de Wikipédia) sont à choisir avec parcimonie. Créez des liens vers des articles approfondissant le sujet. Les termes génériques sans rapport avec le sujet sont à éviter, ainsi que les répétitions de liens vers un même terme.
- Les liens externes sont à placer uniquement dans une section « Liens externes », à la fin de l'article. Ces liens sont à choisir avec parcimonie suivant les règles définies. Si un lien sert de source à l'article, son insertion dans le texte est à faire par les notes de bas de page.
- La présentation des références doit suivre les conventions bibliographiques. Il est recommandé d'utiliser les modèles {{Ouvrage}}, {{Chapitre}}, {{Article}}, {{Lien web}} et/ou {{Bibliographie}}. Le mode d'édition visuel peut mettre en forme automatiquement les références.
- Insérer une infobox (cadre d'informations à droite) n'est pas obligatoire pour parachever la mise en page.

Pour une aide détaillée, merci de consulter Aide:Wikification.
Si vous pensez que ces points ont été résolus, vous pouvez retirer ce bandeau et améliorer la mise en forme d'un autre article.
En français, l’usage du vous ou vouvoiement renvoie à la forme de politesse lorsqu’on s’adresse à quelqu’un tandis que l’usage du tu ou tutoiement renvoie à la forme familière. La forme de politesse est identique à la 2e personne du pluriel et engendre le même accord sur le verbe (« M'entendez-vous ? »). Cependant, les formes participiales et adjectivales s'accordent au singulier si la forme de politesse s'adresse à une seule personne (« Vous êtes seule.»). Le vouvoiement ne permet donc de préciser le degré de politesse qu'au singulier : au pluriel, le même pronom est utilisé (ce qui n'est pas forcément le cas dans d'autres langues, comme le portugais). Vous peut donc s'adresser à une personne que l'on vouvoie, plusieurs personnes que l'on tutoie ou plusieurs personnes que l'on vouvoie.
Le choix du pronom d’allocution dépend de diverses variables : l’âge, le genre, la profession, la zone géographique. On peut très rapidement passer du vous au tu (« On se tutoie ? ») mais l’inverse est extrêmement rare. De plus, le vous est la forme utilisée le plus spontanément avec une personne inconnue, à l’exception des enfants.

## Âge
Il a été montré que chez les jeunes jusqu'à 20 ans, le tutoiement est plus commun et facile.

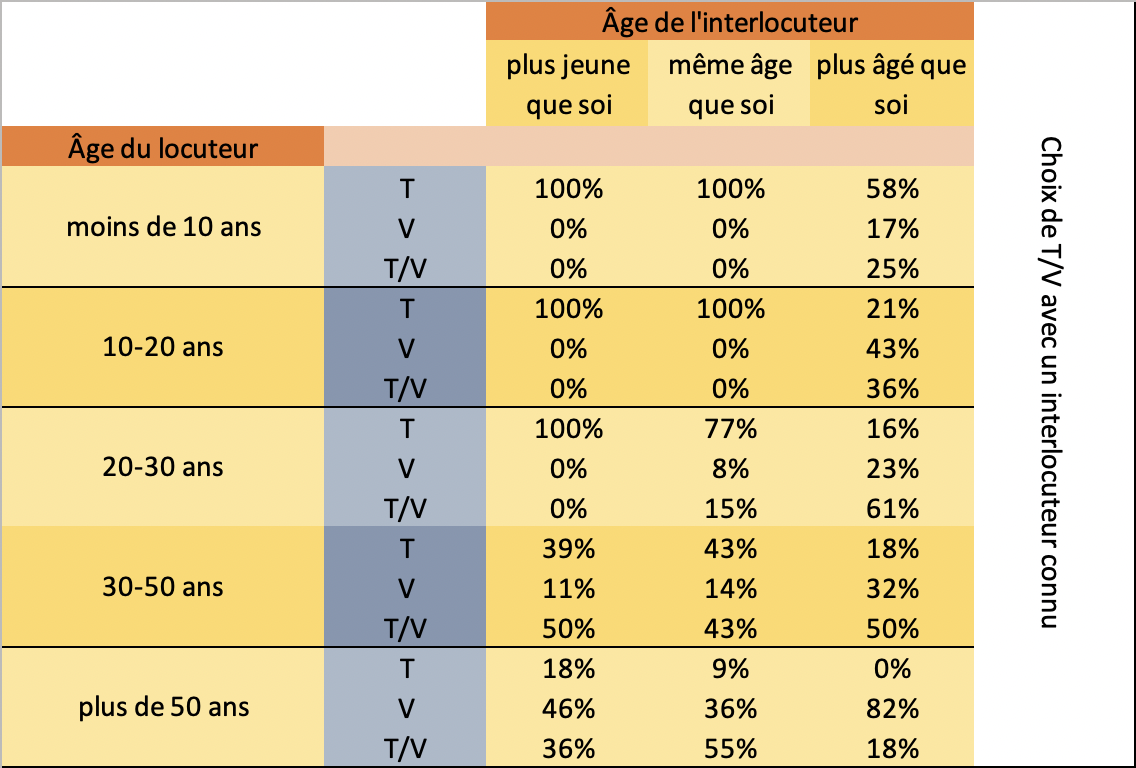
Usage du "tu" ou du "vous" si l'interlocuteur est connu

Par exemple, lorsque le locuteur a moins de 10 ans et qu’il s’adresse à un interlocuteur de moins de 15 ans, plus jeune ou du même âge que lui, l’emploi du tu est de rigueur. Si son interlocuteur est plus âgé, il y aura une hésitation entre le tu et le vous. Cette tendance s’observe pour chaque catégorie d’âges (−10 ans, 10-20 ans, 20-30 ans, 30-50 ans, 50 ans et plus) avec quelques nuances qui peuvent s’expliquer par la relation entretenue entre les personnes ou d’autres facteurs étudiés dans l’enquête. Cette tendance est également observée dans une autre étude qui démontre que les jeunes entre 20 et 35 ans tutoient plus facilement que les personnes plus âgées entre 50 et 65 ans.

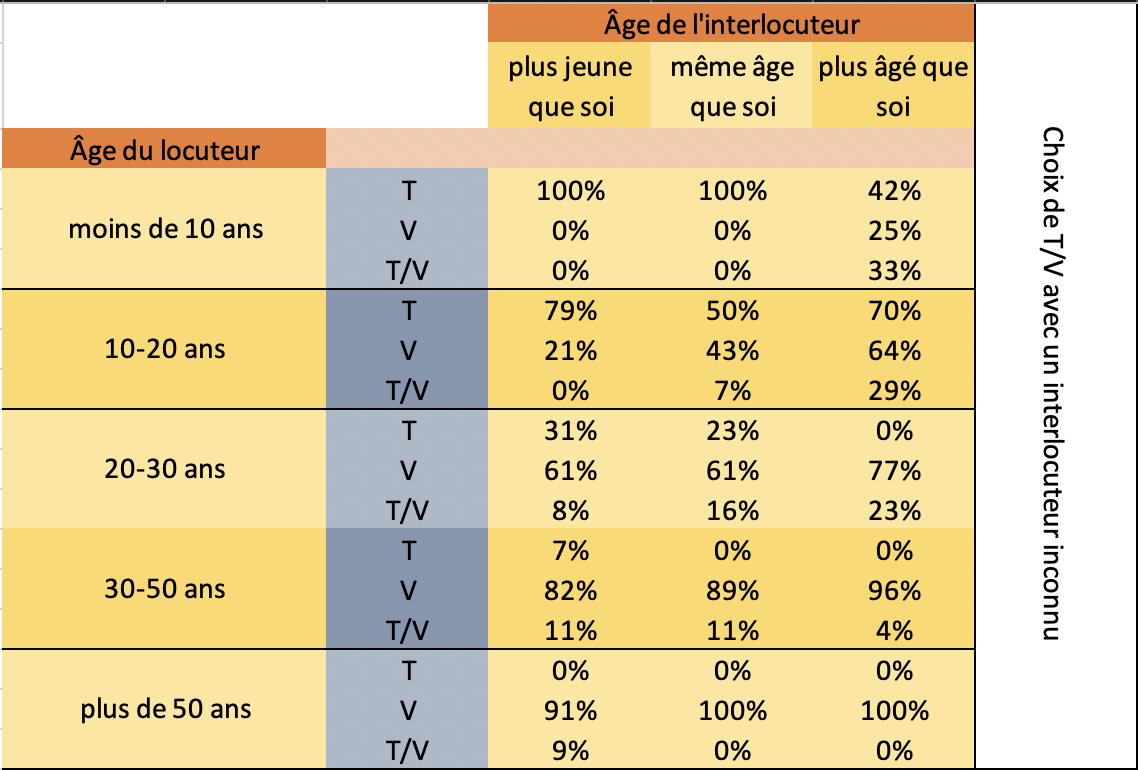
Usage du "tu" ou du "vous" si l'interlocuteur est inconnu

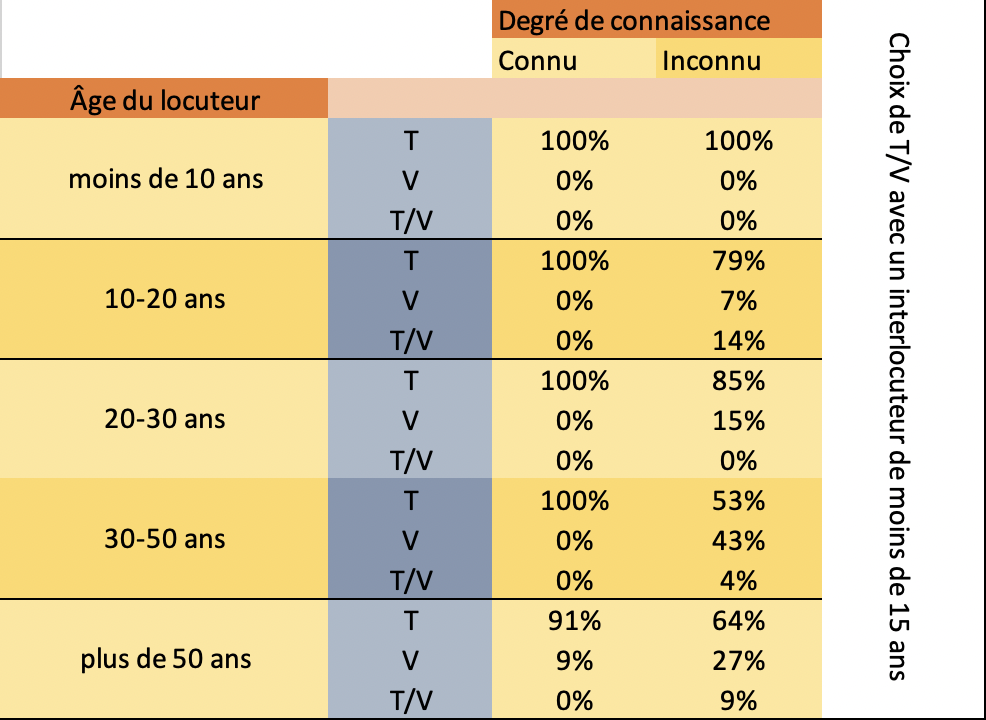
Usage du "tu" ou du "vous" lorsque le loctueur fait face à un interlocuteur connu ou inconnu de moins de 15 ans.

Le choix du pronom d’allocution dépend en plus de l’âge du degré de connaissance entre le locuteur et l’interlocuteur.
Un locuteur âgé de 20 ans ou moins va toujours tutoyer un interlocuteur de son âge ou plus jeune qu’il connaît. En revanche, il va hésiter beaucoup plus si son interlocuteur est plus âgé et connu. Dans le cas d’un interlocuteur inconnu, le principe est le même chez un locuteur de moins de 10 ans. En revanche, il est intéressant de remarquer que pour les locuteurs entre 10 et 20 ans, l’hésitation du choix du pronom d’allocution est plus marquée lorsque l’interlocuteur a moins de 15 ans.

## Genre
Une étude a montré que dans le milieu du travail, les hommes pratiquent plus facilement le tutoiement que les femmes avec leur supérieur direct. Cette différence s’explique entre autres par le fait que les hommes exercent plus souvent des métiers de niveaux hiérarchiques élevés dans lesquels l’usage du tu est plus courant. De plus, il a été observé qu’il existe une barrière de genre et qu’il est plus aisé de tutoyer une personne du même genre que soi.

## Profession
Certaines pratiques sociales instituent le tutoiement dans la communication, comme les radioamateurs, les enseignants, les militants politiques et syndicaux, les échanges sur forums Internet (pour un courrier électronique en revanche, cela dépend surtout de la manière dont on aborde la personne). La motivation informelle commandant le tutoiement dans ces contextes est que tous les membres de la communauté concernée sont des pairs, et dans ces cas l'usage du vouvoiement établirait une distance ou une hiérarchie. Il a été montré dans une enquête sur le tutoiement dans le monde professionnel qu’il existe des variations en fonction des domaines d’activités. Par exemple, on compte 89% de tu dans les activités scientifiques et techniques, mais seulement 56% dans les activités immobilières.

## Zone géographique
La distinction entre tutoiement et vouvoiement varie également en fonction de la zone francophone : un Québécois, par exemple, utilise plus facilement le tutoiement qu'un Français, alors qu'à l'inverse un Wallon l'utilise moins facilement ou fera varier cet usage selon des conditionnements contextuels très différents.